# 菊黄东方鲀
菊黄东方鲀（学名：Takifugu flavidus）为輻鰭魚綱魨形目四齒魨亞目四齒鲀科东方鲀属的鱼类。分布于西北太平洋區沿海近岸海域。在中国，分布于东海、黄海、渤海等海域，属于温带近海底层鱼类。该物种的模式产地在青岛。
本魚體呈圓筒形，被覆由鱗片特化的細棘；口小。魚體背部土黃色或綠褐色，有許多圓的白色斑點分布。 體側在胸鰭正後方上有一個不規則的小黑色的斑塊。 另外，從嘴角到尾鰭基底有一條黃色細條紋通過，腹部白色。尾鰭截形，背鰭軟條15至16枚；臀鰭軟條13至15枚，體長可達35公分。非食用魚，具有河豚毒素。